# It's a Jungle out There
It's a Jungle out There (C'est la jungle dehors en français) est une chanson interprétée et écrite par Randy Newman. C'est aussi la bande originale du générique de la série télévisée Monk depuis sa deuxième saison. En 2004, elle a remporté un Emmy Award en tant que meilleure bande originale de série télévisée.
Les paroles font allusions aux innombrables phobies d'Adrian Monk. Ce dernier vit toujours dans la crainte puisque, pour lui, la vie est remplie de dangers.
Snoop Dogg reprend la chanson pour l'épisode 2 de la saison 6 de Monk « Monk n'ose pas dire non », dans lequel il a également joué un rôle d'invité en tant que rappeur accusé de meurtre, Murderuss.